# Colletes latipes
Colletes latipes är en biart som beskrevs av Heinrich Friese 1915. Den ingår i släktet sidenbin och familjen korttungebin. Inga underarter finns listade i Catalogue of Life.

## Beskrivning
Arten är ett bi med svart grundfärg och ett smalt huvud. Ansiktet (utom munskölden hos honorna) och mellankroppen har lång, gulbrun behåring som hos honan kan ha inslag av svart i ansiktet och mitt uppe på mellankroppen. Vingarna är gulbruna med bruna ribbor. Bakkroppen saknar de vita hårband i slutet på tergiterna (segmenten på bakkroppens ovansida) som annars är så typiska för de flesta arterna i släktet. Honan har ett blåaktigt skimmer på tergit 1 till 3 (de tre främre tergiterna); på tergit 1 har hon dessutom långa, gulaktiga hår, och upptill på tergit 3 till 5 relativt kort, svart behåring. Hanen har gulbrun behåring på tergit 1 till 5, och kort, svartaktig behåring på de två resterande tergiterna. Kroppslängden är mellan 12 och 14 mm hos honan, 11,5 och 13 mm hos hanen.

## Ekologi
Colletes latipes är en bergsart som har påträffats på över 3 500 meters höjd. Den flyger från augusti till oktober. Arten besöker blommande växter från familjerna ärtväxter (som klöverarten Trifolium acaule) samt kransblommiga växter (som basilikaarter, novemberljusarter) och bergmyntan Clinopodium simense).

## Utbredning
Arten är endemisk för Etiopiens högländer.